# Polkovnik Sveștarovo, Dobrici
Polkovnik Sveștarovo (în bulgară Полковник Свещарово, în română Bașbunar) este un sat în comuna Dobricika, regiunea Dobrici, Dobrogea de Sud, Bulgaria. 
Între anii 1913-1940 a făcut parte din plasa Casim a județului Caliacra, România. Lângă localitate a mai existat o așezare (azi dispărută) numită Petia în timpul administrației românești, cu populație majoritară românească.

## Demografie
Componența etnică a satului Polkovnik Sveștarovo
     Bulgari (98,54%)
     Nicio identificare (1,45%)
     Altele (0%)
La recensământul din 2011, populația satului Polkovnik Sveștarovo era de 137 locuitori. Din punct de vedere etnic, majoritatea locuitorilor (98,54%) erau bulgari. Pentru 1,45% din locuitori nu este cunoscută apartenența etnică.